# 加布里埃尔·莫利托
加布里埃尔·让·约瑟夫·莫利托伯爵（Gabriel-Jean-Joseph, comte Molitor，1770年3月7日—1849年7月28日）,是法国元帅。

## 生平
莫利托出生在法国摩泽尔阿扬日，于法国大革命爆发后入伍，1791年他加入了摩泽尔省的第四志愿者营，之后的几年他都是在摩泽尔军团度过。跟随该军团他先后参加了凯泽斯劳腾、沃尔特以及黑森的战斗，并于1793年被晋升为少校。下一年莫利托开始在塔波尼耶将军的师服役，1795年莫利托被晋升为上校并成为莱茵-摩泽尔方面军的一员。1797年莫利托在安贝儿将军手下任职，在围攻美因茨的战斗中他不幸受伤。
1799年莫利托加入多瑙河方面军，在3月跟随勒费弗尔将军的师参加了普富伦多夫的战斗，又在6月份以上校的身份指挥乌迪诺将军第四师的一个旅，下个月莫利托的军衔被提升为与他军职相同的级别。8月他在克洛德-雅克·勒古布将军麾下统帅第三旅参加了格拉鲁斯围城战，9月份他击退了耶拉契希（Jellachich，或译为耶拉基奇）将军的部队并占领林肯（Linken）。之后他又负责在Klonthal截击奥军，但不久即被击退。10月1日莫里托在阻止了苏沃洛夫的进军，并于几天后重新占领了格拉鲁斯。
1800年3月，莫利托负责在莱茵河军团指挥旺达姆将军师的第二旅，并参加了在施托卡赫和梅斯基希的战斗。这一年7月他又作为勒古布将军第一师的师长参加了费尔德基希战役。10月底一次晋升中莫利托被提拔为少将，下一年和平到来后他被任命为格勒诺布尔的第七军区司令。
1805年战火重燃后，莫利托取代Zayonchek将军负责指挥安德烈·马塞纳元帅的第三师。莫利托率领他的师在意大利参加了圣米切尔和卡尔蒂埃罗战役。下一年他被命令去占领达尔马提亚，在那里他解放了莱西纳 ，占领了科尔丘拉 ，并完成了拉古萨的交接。1807年4月，莫利托在纪尧姆·布律纳元帅麾下指挥一个师，并成为了瑞属波美拉尼亚的总督。这年7月他参加了施特拉爾松德围城战，之后他加入了第四军，在苏尔特元帅离职后莫利托接手了该军的指挥权。
作为之前优异服役的回报，1808年莫利托被册封为帝国伯爵，并被授予了巴登的查尔斯·弗里德里希大十字勋章。1809年2月莫利托开始在马塞纳元帅的第四军指挥第三师，并在4月份参加了诺伊马克特战役。在大兵团占领维也纳并准备兵渡多瑙河时，莫利托占领的洛伯岛成为了法军北上的跳板。在接下来的阿斯珀恩-埃斯靈戰役中，莫利托指挥第三师在阿斯佩恩多次击败了奥军如潮水般的进攻，并和第四军一起坚持到法军的完全撤离。6个星期的瓦格拉姆战役中他同样表现出色。
1810年，莫利托被任命为阿姆斯特丹的第17军区司令，接下来的几年中他都将在这一职位上度过。1813年当敌军蜂拥而至时，他成功的将自己的部队撤出并同麦克唐纳元帅会师。1814年的法兰西本土防御战中，他参加了绍塞（Chaussée）、香槟沙隆（Chalons-sur-Marne）和特鲁瓦（Troyes）等战役，麦克唐纳元帅被拿破仑派往同联军谈判后莫利托接替指挥第十一军。
波旁王朝复辟后，虽然莫利托被任命为步兵监察官，并被授予了大十字级荣誉勋章，不过当拿破仑从厄尔巴岛归来后他依然义不容辞的重新回到了皇帝的身边。百日王朝时期，莫利托负责在莱茵河军团指挥一个由国民自卫队组成的师。这一时期拿破仑令他成为了法国贵族，不过波旁王朝再次复辟后他又失去了这项荣誉，并被禁止参加公共活动，几年后他才被允许重新回到了大众视野中。
1823年他被送到西班牙指挥第二军团。作为一位贵族同年他被授予法国元帅头衔。1827年他担任贵族院议长，七月革命后，莫利托被允许保留他所有的职责，他后来担任法国荣军院院长，颁授法国荣誉军团勋章大总管勋位Grand Chancellor。1849年他死于巴黎。莫利托的雕像后来被竖立在南锡。

## 弦乐器
1697年制作的的莫利托小提琴(史特拉·第瓦里制作的小提琴)据传曾经属于拿破仑·波拿巴，在1804年开始为莫利托所有。2010年10月在网上乐器拍卖行Tarisio通过拍卖售出3.6百万美元的世界纪录。